# Ronce commune
Rubus fruticosus
Espèce
Classification phylogénétique
La Ronce commune, Ronce des bois ou Ronce des haies (Rubus fruticosus), est une espèce de plantes à fleurs de la famille des Rosacées.
Cet arbrisseau épineux est très commun dans les régions tempérées. Il y produit un fruit comestible : le mûron ou mûre. Il est parfois appelé mûrier des haies, mûrier sauvage ou ronce ligneuse.

## Phytonymie
Le nom vernaculaire « ronce » vient du latin rumex, rumicis qui signifie « dard » (allusion à la présence d'aiguillons, et non d'épines, sur les rameaux). Quant au nom scientifique Rubus fruticosus, l'étymologie Rubus est peut-être à rattacher au latin ruber, « rouge », pour la couleur des fruits (voire de leur jus) ou des feuilles à l'automne de certaines espèces,. L'épithète fruticosus signifie « en arbrisseau, buissonnant, plein de rejetons » (d'où l'adjectif fruticuleux).

## Description

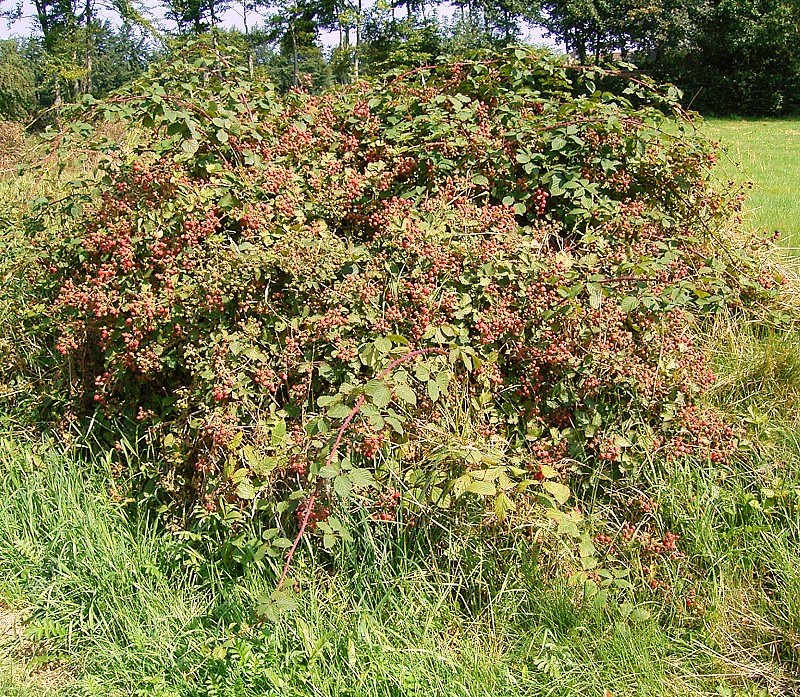
Habitus.

### Appareil végétatif

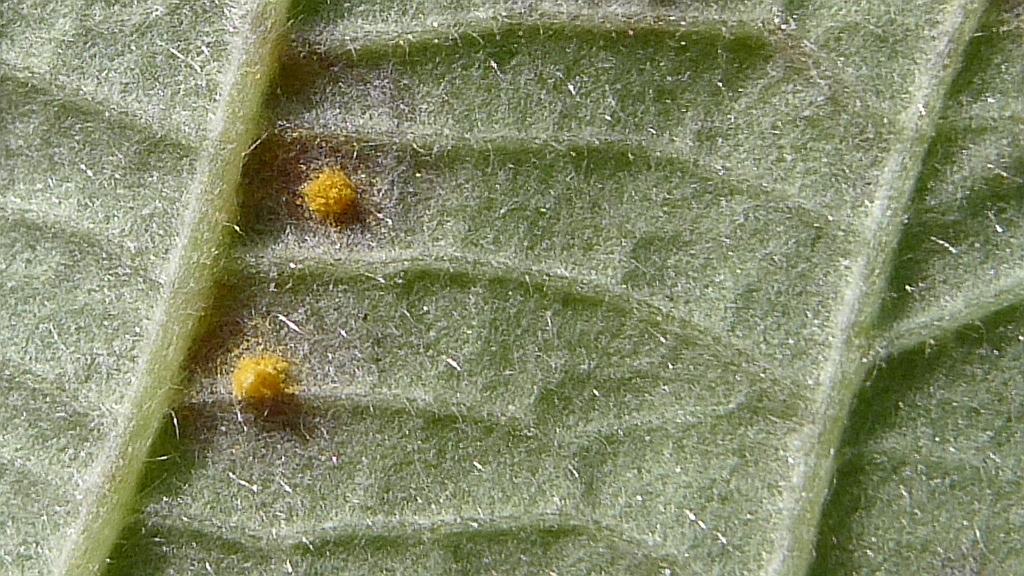
Face inférieure de la feuille : masse de « spores » orange, expulsées des spermogonies, montrant le phénomène de compensation parasitaire.

La ronce commune est un sous-arbrisseau vivace plus ou moins épineux dont la hauteur varie de 1 à 7 m. Sa souche ligneuse produit chaque année des rejets, appelés turions, sarments (le terme scientifique de primocanne est également utilisé), à section anguleuse. Ces tiges aériennes bisannuelles (plus rarement vivaces) et feuillées, de 3 à 4 m de longueur (pouvant atteindre dix mètres) sont d'abord dressées puis à la fin de la première année se recourbent. Lorsque leur extrémité apicale rejoint le sol (géotropisme positif), elles s'enracinent par marcottage, puis développent la seconde année, à partir de bourgeons axillaires, des tiges florifères (appelées aussi floricannes) qui colonisent rapidement le terrain pour former des fourrés impénétrables appelés ronciers. Ces jeunes pousses fleurissent au cours de la deuxième année, se lignifient et meurent après la fructification. La plante peut également se reproduire par bouturage et drageonnage (en moyenne 3 drageons/m2). Les tiges ont un diamètre de 2 à 3 cm à leur base et sont angulaires à faces planes jusque vers leur mi-longueur. Vertes, elles ont des teintes rouge violacé au niveau des faces exposées au soleil en raison de la présence d'anthocyanes qui ont un rôle photoprotecteur : en absorbant les UV, ces pigments réduisent la photo-oxydation, agissant en bouclier pour l'ADN et les composants cellulaires (comme le bronzage qui correspond à une augmentation de la mélanine épidermique).
Les feuilles typiques, alternes, pétiolées et stipulées, sont composées palmées, à 3-5 (7) folioles ovales (caractère trifolié, pentafolié ou même heptafolié selon la position des feuilles et l'année de la pousse) denticulées et acuminées, les latérales étant plus ou moins pétiolulées. Elles sont épineuses sur le pétiole et les nervures principales. Les stipules linéaires font moins de 1 mm de large, contrairement à la ronce bleue.
Les tiges épineuses portent également des aiguillons acérés recourbés (acicules plus ou moins droits chez les autres ronces du genre Rubus, ils hérissent les angles et souvent les faces des tiges) vulnérants à base dilatée. Ces aiguillons, issus de poils épidermiques très développés qui se lignifient, assurent une défense mécanique passive contre les herbivores. Les ronces dans des zones plus paturées ont des aiguillons plus longs et acérés, ce qui montre le contrôle épigénétique de la plasticité phénotypique des plantes.

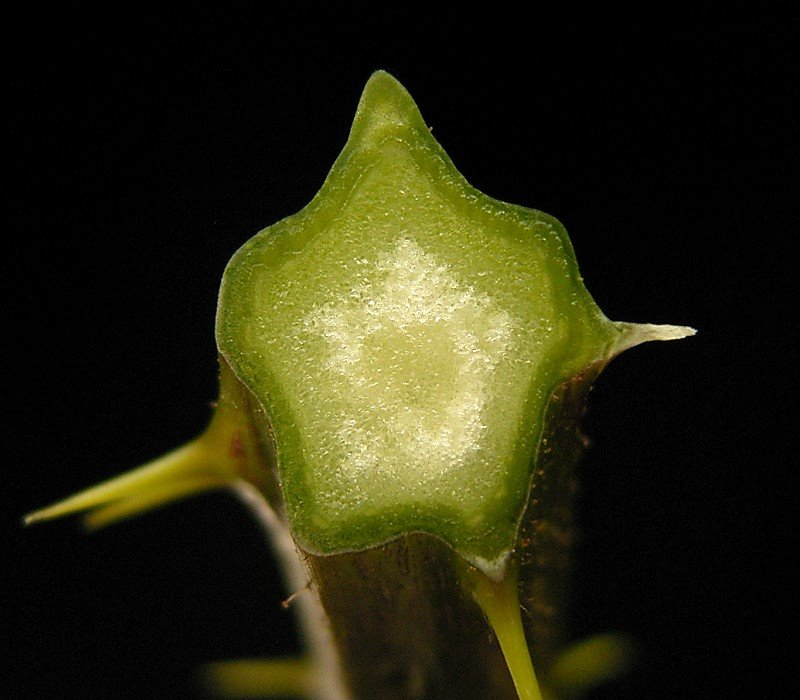
Section transversale de la tige.
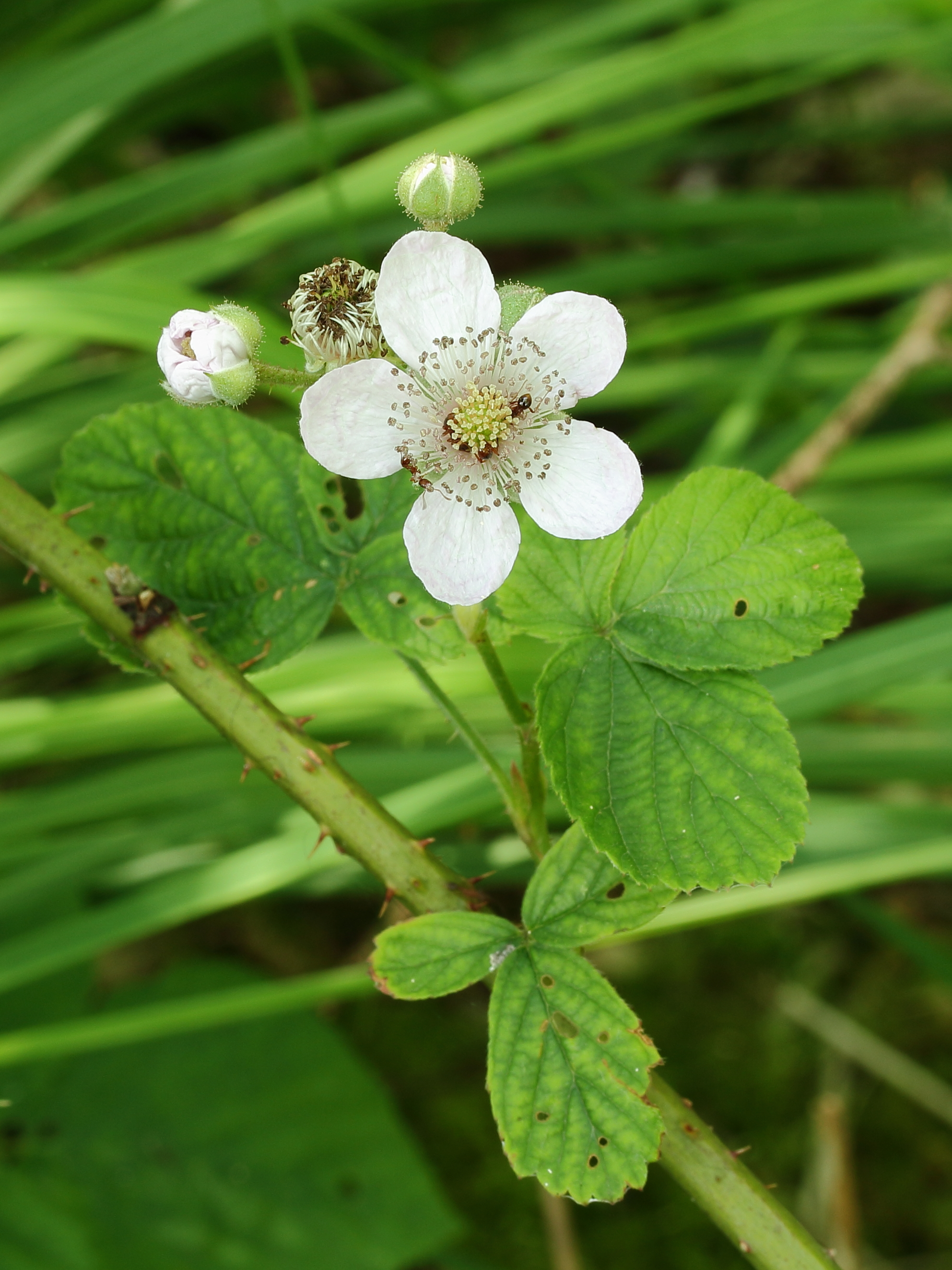
Feuilles trifoliées, bouton floral et fleur.
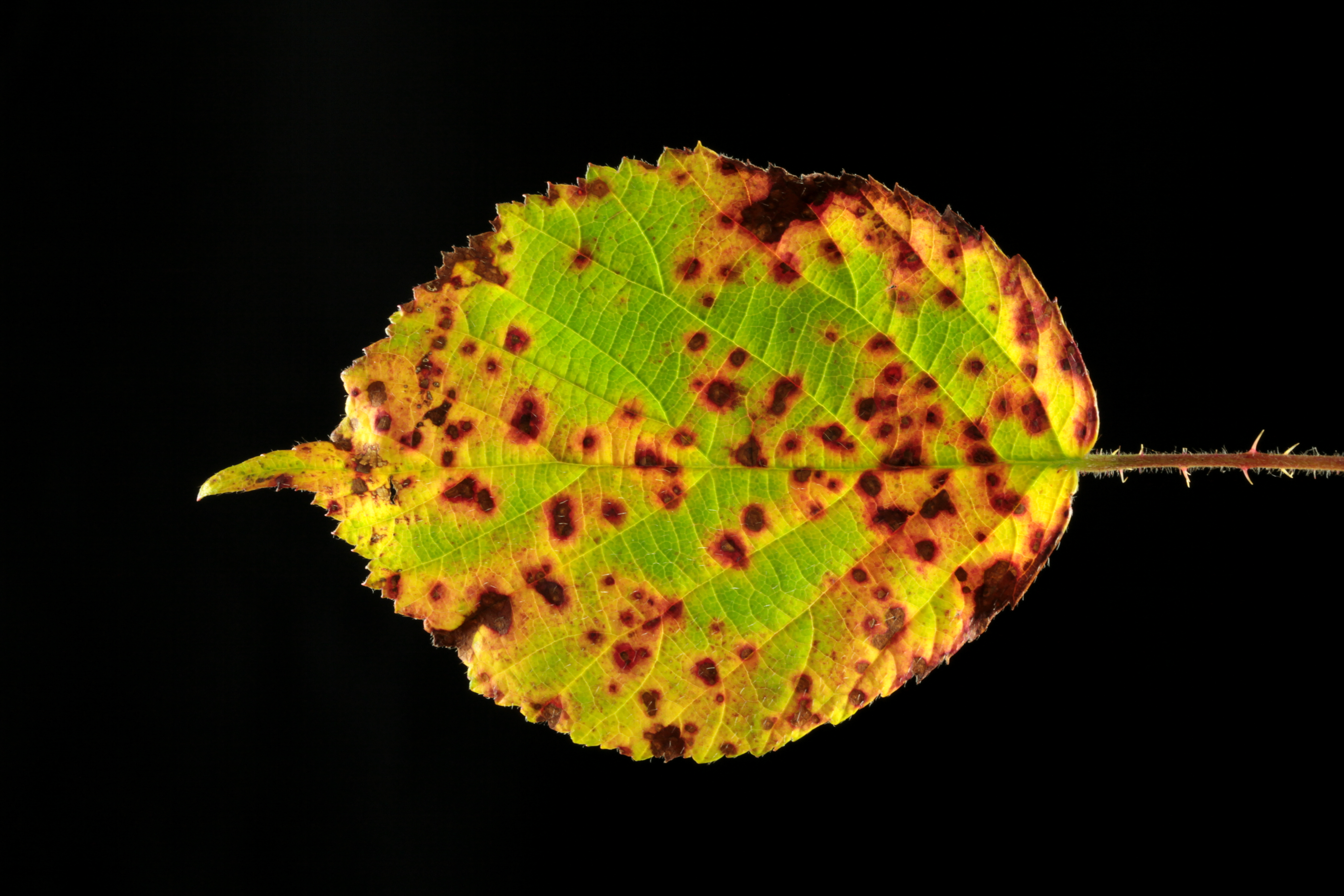
Feuille attaquée par l'anthracnose[17].
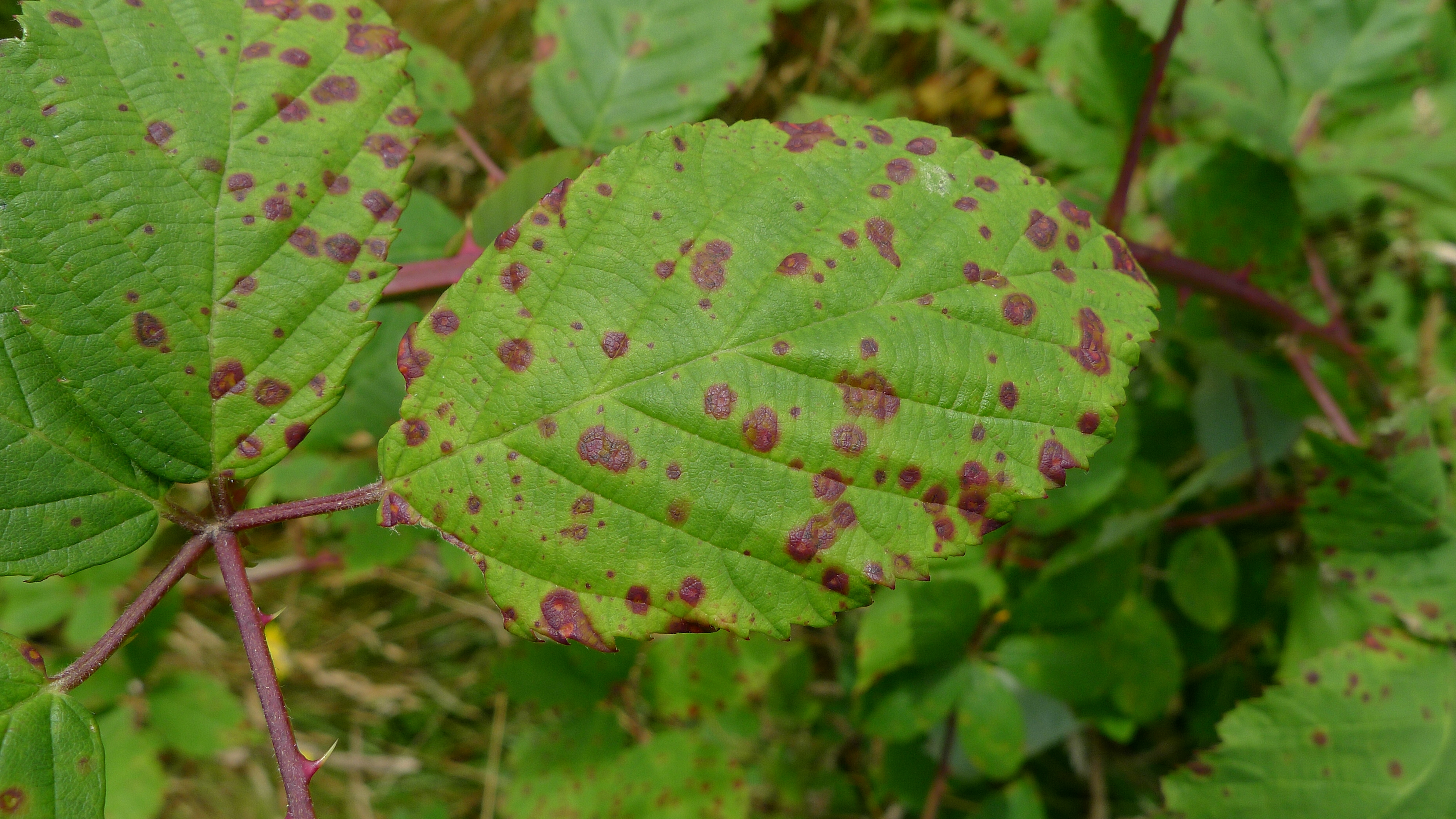
Face supérieure de la feuille de ronce en fin d'été. La rouille de ronce Phragmidium violaceum (en) induit une réaction de défense contre le parasite[18].

### Appareil reproducteur
La floraison s'étend sur plusieurs mois. De 20 à 30 fleurs hermaphrodites actinomorphes, blanches ou blanc rosé, de deux à trois centimètres de diamètre, sont regroupées en une inflorescence, corymbe ou cyme pyramidale ou cylindrique lâche. Fleurs périgynes, elles ont un hypanthium plat. Pentamères, dialysépales et dialypétales, elles ont cinq sépales, cinq pétales. L'androcée est composé de nombreuses étamines cycliques (les verticilles staminés se dédoublent et portent chacun dix étamines, ce qui conduit à la méristémonie) à développement centripète, aux filets minces blancs (plus rarement roses) et aux anthères jaunes, introrses et dorsifixes, à déhiscence longitudinale (attachés par le milieu au sommet du long filet qui facilite leurs oscillations, ils sont dits anthères versatiles). Fleur dialycarpellée, son gynécée est constitué de nombreux carpelles libres, aux styles subterminaux blanc-verdâtre à roses, surmontés d'un stigmate bilobé. La placentation est axile avec deux ovules anatropes par loge dont l'un avorte, l'autre donnant une graine (de 2 mm de long et pesant 2 à 4 mg) sans albumen, à petit embryon droit,.
Les fruits rouges de 0,5 à 3 cm de diamètre deviennent noir bleuâtre à maturité, vers septembre. Ce sont des fruits composés formés de l'agrégation des carpelles modifiés et transformés en petites drupes (drupéoles de 2 à 4 mm de diamètre) qui restent adhérentes au réceptacle floral conique, en emportant une partie quand on les cueille, ce qui les distingue du framboisier. Ce type de fruit, appelé syncarpe ou polycarpe, est botaniquement une polydrupe car formée de carpelles presque séparés. À maturité, chaque drupéole est surmontée par le reste desséché du style et du stigmate en forme de point d'interrogation qui était au sommet du carpelle qui lui a donné naissance. Une drupéole est constituée d'un épicarpe mince, d'un mésocarpe charnu (le globule charnu) et d'un endocarpe lignifié (sorte de granule osseux que l'on retrouve entre les dents après avoir mangé les drupéoles, il est lui-même constitué d'un noyau réticulé contenant une graine). Les sépales rabattus et desséchés ainsi que les étamines persistent à la base de la polydrupe.
Plusieurs milliers de graines peuvent être produites par m2 de roncier. Leur dispersion est assurée par barochorie et endozoochorie (consommation des mûres par des mammifères carnivores ou des oiseaux frugivores, les noyaux contenant les graines suivent le transit intestinal et, non digérés, retournent dans la terre dans les déjections animales). Mais le taux de germination est faible (10 %) si la graine n'a pas suivi ce transit intestinal, aboutissant dans ce cas à un taux 2 à 3 fois plus élevé.

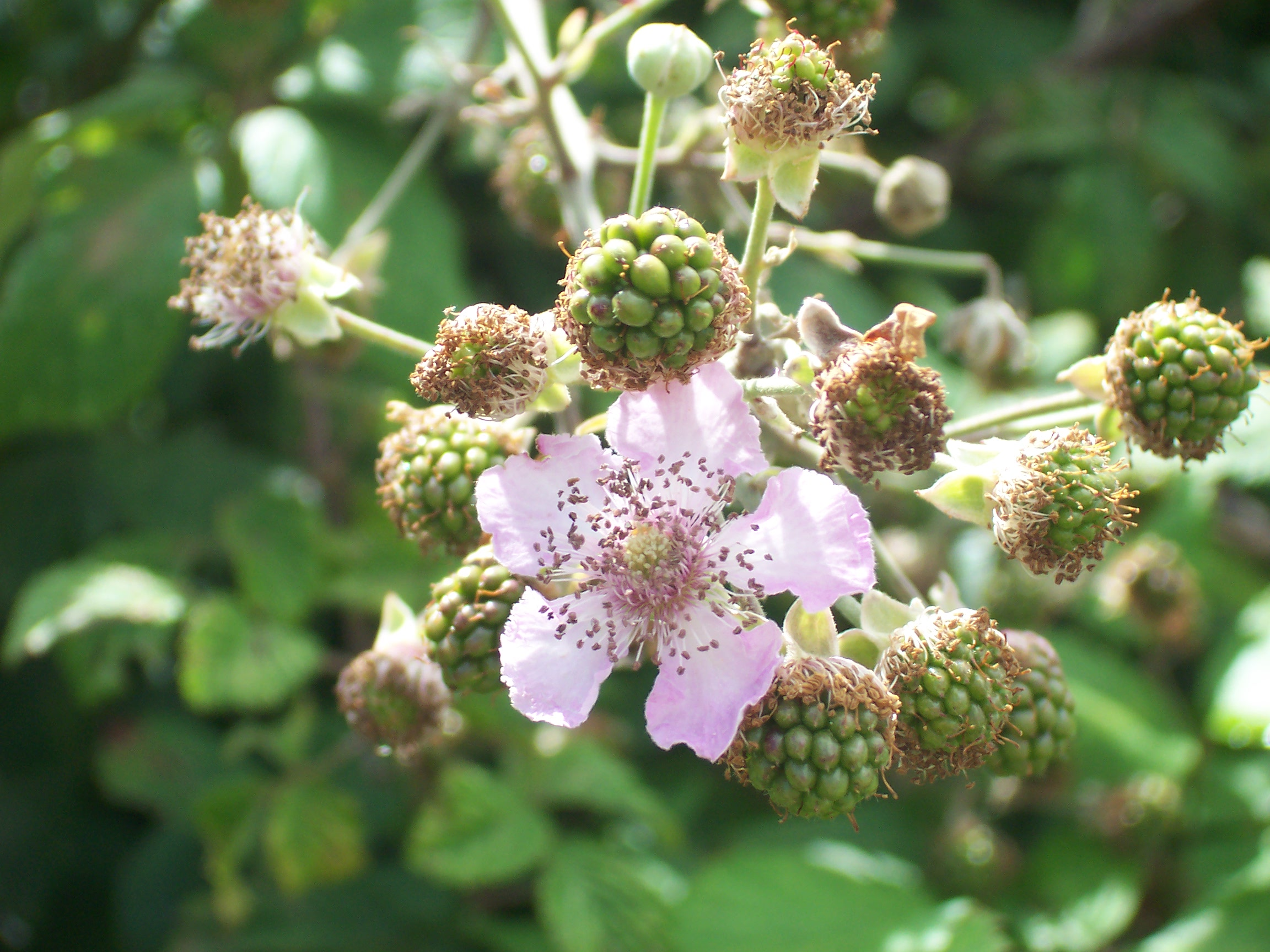
Inflorescence.
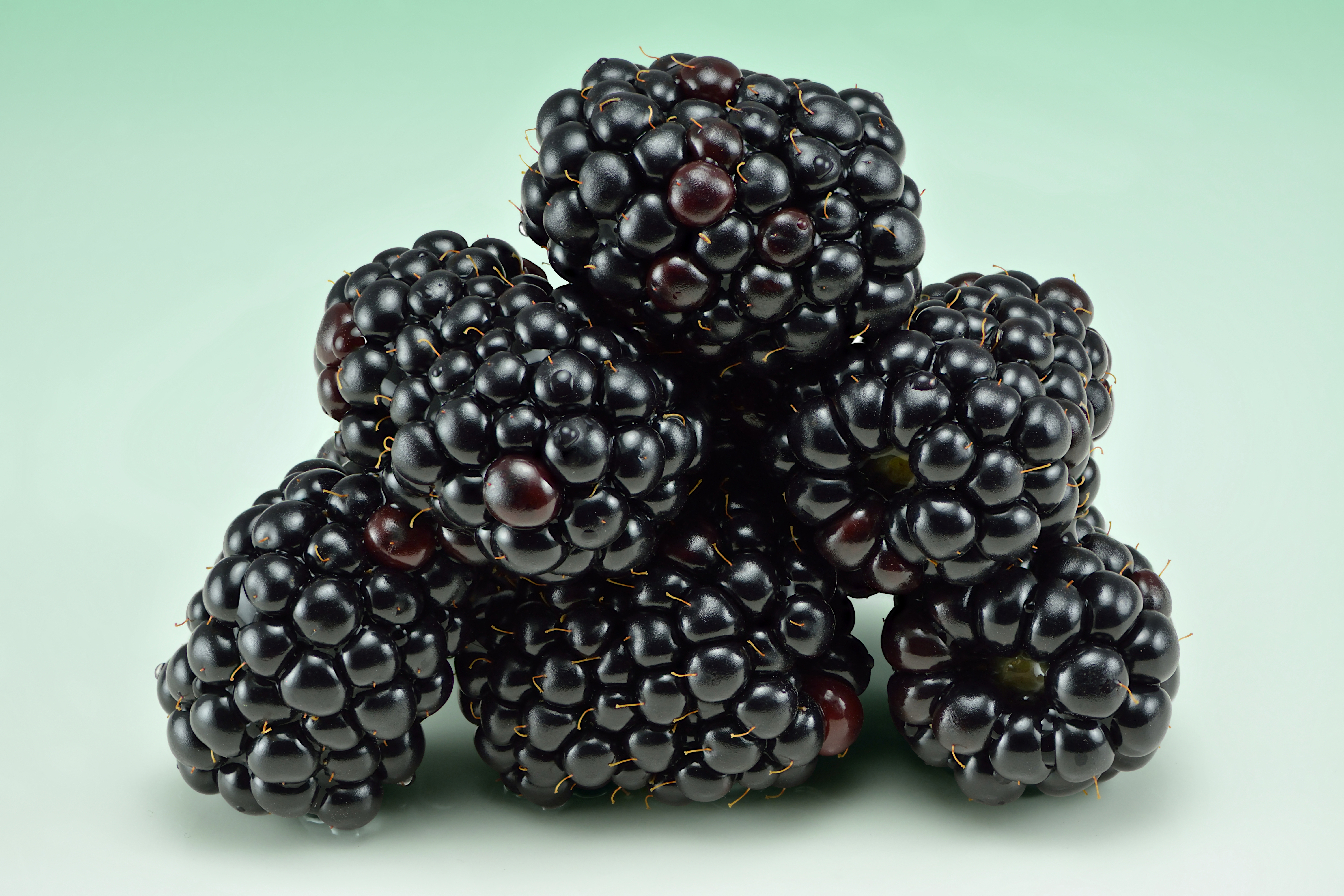
Mûrons.
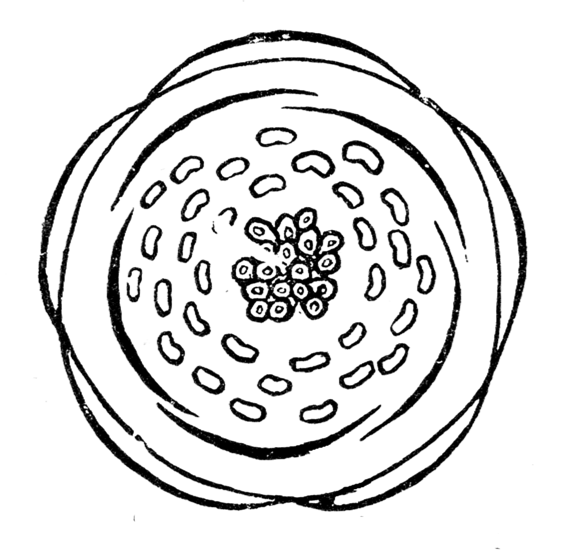
Diagramme floral.

### Confusions possibles
Cette ronce est parfois confondue avec le framboisier et le mûrier, dont le fruit est également nommé « mûre » qui se ressemble par l'aspect et par le goût. Les fruits du framboisier se séparent du réceptacle floral lorsqu'ils sont cueillis tandis que le mûrier a des feuilles simples, entières ou plus ou moins lobées.
Certaines distinctions restent parfois difficiles car les Rubus sont un genre polymorphe, en processus d'évolution active par voie de mutation, la formation de nombreux hybrides instables et de taxons apomictiques, ce qui explique l'existence spécifique d'une discipline, la batologie (du grec βάτος / bátos, « ronce »), étude taxonomique des taxons rattachés au genre Rubus par les batologues.

## Faune et flore associées
Certains animaux sont amateurs de mûres ou de feuilles de ronce. La ronce est mellifère et est la plante hôte des chenilles de plusieurs papillons, comme le bombyx de la ronce, le minime à bande jaune, la petite violette, le nacré de la ronce, le nacré de la sanguisorbe, l'hespérie du faux-buis, l'hespérie des sanguisorbes. Elle constitue aussi une source de nourriture pour les phasmes, dont on dénombre trois espèces françaises, toutes amatrices de feuilles de ronces. En dehors des insectes, le mûrier est une des nourritures appréciées en hiver par les chevreuils en forêt et le muscardin, un petit rongeur roux, vit souvent dans les ronciers où il construit parfois son nid. Bon nombre d'oiseaux se nourrissent des fruits, se chargeant ainsi de la dissémination des graines.
De plus, les ronciers abritent certains grands mammifères, tels que les sangliers et les renards. La ronce présente donc un intérêt écologique dans son aire d'origine. Mais dans les pays où elle se présente comme une espèce invasive, en Australie notamment, elle favorise la prolifération de ces animaux eux aussi invasifs et nuisibles.
Injustement redoutée et combattue, la ronce, espèce pionnière des haies, des lisières boisées et des coupes forestières, est une plante importante des fruticées à prunelliers qui modifient le milieu et le préparent pour atteindre le stade forestier. La végétation exubérante permet aux graines de germer à l'abri du mauvais temps ou de la sécheresse, tandis que les ronces munies d'aiguillons permettent aux plantules de pousser sans être mangées par les herbivores. Chez les essences héliophiles (frêne, chêne, merisier, bouleau), le couvert n'est toléré qu'en prime jeunesse. Une fois le stade fourré atteint (chablis, lisières forestières), le forestier opère des dégagements pour détruire la végétation adventice (ronces, orties, fougères, graminées) et favoriser la croissance de ces arbres, selon le processus de succession végétale de type sylvigenèse. Ce milieu favorable à l'établissement d'un stade pré-forestier explique, lorsque la ronce n'exerce pas une degré de compétition trop élevé, que les sylviculteurs reconnaissent l'action bénéfique de cette plante, indicatrice de station riche. La ronce est le « berceau du chêne », disent les forestiers lorrains (dicton qui s'applique aussi à l'ortie au rôle protecteur analogue avec ses poils urticants), la « mère du hêtre », précisent les Normands.

## Écologie
Cette ronce appartient au type biologique ou à la forme de vie (en) appelé chamaephyte frutescent herbacé à base ligneuse. Les « ronces sont ainsi des buissons arqués à pousses bisannuelles se renouvelant par la base de leurs pousses ou par la souche initiale et par marcottage naturel ». Elles forment « un tapis régulier d'une hauteur variant de 0,20 m à 1,50 m de haut, mais elles peuvent également former des fourrés impénétrables de plusieurs mètres de haut ».

### Distribution géographique
Cette espèce est originaire d'Eurasie. Très commune, à répartition cosmopolite jusqu'à 1 600 m d'altitude (étage collinéen et montagnard), elle s'est naturalisée un peu partout. Elle fait partie des ronces appartenant au groupe d'espèces du genre Rubus sous-genre Rubus section  Rubus (soit Rubus fruticosus lato sensu) qui contient des milliers d'espèces (2 000 espèces décrites en Europe) et d'innombrables biotypes. Ce qui fait dire au botaniste Paul-Victor Fournier : « Si les ronces constituent pour le botaniste un épouvantable maquis, pour le vulgaire la chose est beaucoup plus simple ».
Elle est souvent considérée comme plante envahissante, colonisant les haies, les lisères forestières, les friches rudérales annuelles. Espèce nitrophile comme toutes les ronces, elle se développe en effet aux alentours des habitats campagnards, des enclos d'animaux mais aussi des parkings et aires de pique-nique, partout où l'homme et les animaux abandonnent déchets et déjections.
Dans les climats tempérés les ronces peuvent jouer un rôle essentiel comme « fourrés de colonisation », dans la restauration des forêts. Les zones anthropisées abandonnées et les prairies non entretenues sont progressivement envahies par des ronces épineuses. Au bout de quelques années elles facilitent l'installation progressive d'un sous bois qui donnera par la suite des arbres de plus grande dimension.
L'arbuste présenté au monastère Sainte-Catherine du Sinaï comme étant le « Buisson ardent » de la Bible est une ronce commune.

### Exigences écologiques
La ronce commune est une espèce héliophile (elle ne fructifie abondamment qu'à plein découvert) mais tolérant l'ombre. Elle est mésophile et acidicline.

### Phytosociologie
Elle est rattachée aux alliances phytosociologiques suivantes : divers types forestiers (Querco-Fagetea) et fruticées (Crataego monogynae-Prunetalia spinosae).

### Ennemis naturels
Les feuilles des ronces font partie du régime alimentaire de nombreux mammifères herbivores (consommation occasionnelle chez le mouton, la chèvre, le renard, le putois, la fouine, la martre, le blaireau ; consommation de base chez le cerf et le chevreuil, de fortes densités de ces cervidés pouvant freiner l'extension des ronces). Leurs mûres sont consommées par les oiseaux frugivores (il est possible qu'elles « contribuent à assurer la survie automnale des sylviidés et du rouge-gorge »). 
La plante est également victime d'agents parasitaires (bactérie, virus, champignons dont certains comme Septocyta ruborum (en) et Phragmidium violaceum ont un rôle néfaste sur le végétal).

### Lutte contre la ronce
La lutte contre cette végétation adventice comprend de nombreuses méthodes : lutte mécanique par fauchage (manuel ou à la débroussailleuse portative), gyrobroyage, labour, pâturage ; lutte biologique (avec le champignon Phragmidium violaceum) ; lutte chimique (herbicides) ; lutte intégrée.

## Variétés
Il existe quelques variétés horticoles, notamment Inermis, variété sans épines. On la trouve spécialement dans les forêts d'Allemagne et d'Autriche[réf. nécessaire].
Faute de recherches plus complètes sur les vestiges végétaux dans les dépotoirs médiévaux, les archéobotanistes admettent que les tentatives de domestication de cette espèce ont commencé relativement tard en Europe (car l'espèce sauvage était facilement cueillie dans la nature), vers le XIVe – XVe siècles, la domestication du genre Rubus ne se développant qu'au XVIIIe siècle,.

## Utilisations

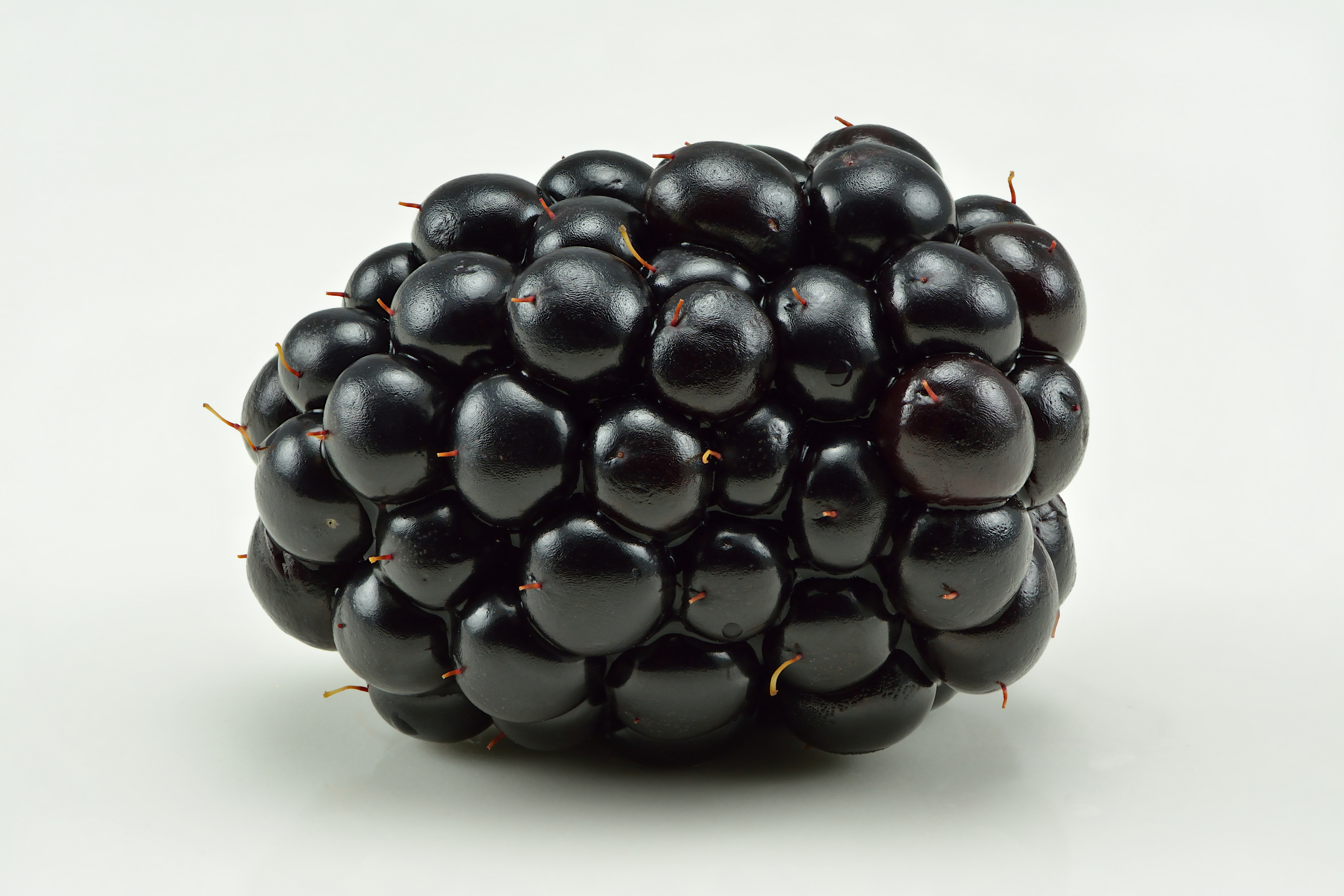

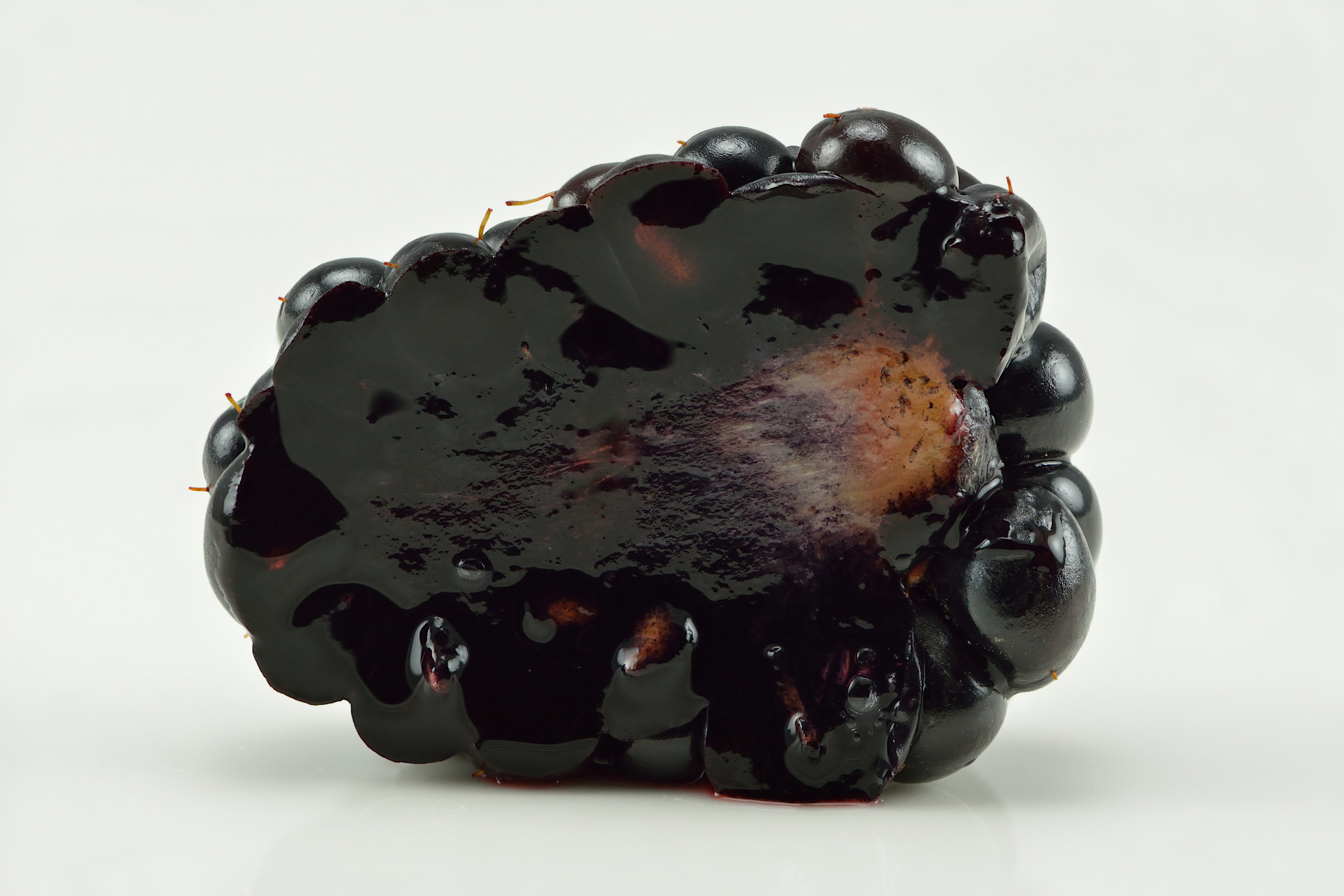

### Alimentaires

#### Feuilles
- À l'état de bourgeon (à la saveur fruitée et tanisée), ainsi qu'à l'état de jeunes pousses et de pétales de fleurs, la plante est comestible crue (ajoutée aux salades de légumes ou de fruits pour les décorer)[41]. Les jeunes pousses de l'année, dites « turions », qui ont une saveur de noisette ou noix de coco, avec une note framboisée ;
- Les feuilles étaient récolée et utilisées comme fourrage pour le bétail[42] ; selon Enache et Iancu (1981)[43] elles servaient à traiter les troubles digestifs des veaux et des porcelets, et selon Simoni et Guarrera (1994)[44] à soigner les blessures des animaux ;
- Le thé de ronce est une tisane au goût et au parfum fruités et boisés, préparée à partir des feuilles séchées[45] ;
- Les feuilles et les tiges plus âgées deviennent plus riches en tanins et plus astringentes, mais on peut encore les faire cuire à plusieurs eaux pour les adoucir[46] puis les consommer ;
- On peut aussi les faire sécher et fermenter[47] pour en faire une infusion au goût de framboise ou de thé noir[48]. (le terme « fermenter » ici est probablement un abus courant, par analogie avec le thé noir il s'agit bien plus probablement d'une oxydation[49]) ;
- Dans l'Orléanais, on prépare un « vin de pousses de ronce »[50].

#### Fruits
Les mûres ou mûrons, très riches en différentes formes de vitamine B (sauf B12) et vitamine C (36 mg/100 g), sont consommés crus, seuls ou dans des salades de fruits, ou cuits en tartes, sirops, sorbets, gelées et confitures. 
Ils se congèlent bien. 
Leur fermentation donne une boisson alcoolisée, la crème de mûre, à la base de variante de kir, un vin de mûre et du vinaigre ou des liqueurs aromatisées à la mûre.
Les fruits de toutes les autres espèces de ronce sont eux aussi comestibles. Leur composition varie dans de fortes proportions (en moyenne 85% d'eau, 4 à 7% de sucre (dextrose et lévulose, des traces de saccharose), un peu d'acides succinique, malique, oxalique, citrique, salicylique, un peu d'inosite, de la gomme, de la pectine…. 
Les noyaux ou pépins donnent environ 13 % d'huile grasse composée surtout d'oléine et de linoléine ».
La cueillette des mûres est déconseillée près des bords de route ou des zones de culture conventionnelle, car elles sont susceptibles d'être contaminées par des pesticides ou par des métaux lourds (mercure, cadmium, plomb des échappements de moteur, source de pollution repérées dès les années 1970).

### Propriétés médicinales et pharmaceutiques
La ronce est une plante médicinale très appréciée, réputée diurétique, carminative et antidiabétique.
Elle est utilisée, au moins depuis dans l'Antiquité, « pour son action astringente, antidiarrhéique et antihémorragique » : 
- Pline l'Ancien la vante pour ses vertus anti-inflammatoires de l'intestin et de la bouche, décrit un sirop à base de mûre de ronce (le panchrestos, littéralement « bon à tous maux »). Et en Grèce, Dioscoride (Ier siècle après J.-C.) conseillait d'en mâcher les feuilles pour raffermir les gencives ;
- Au Moyen Âge, Hildegarde « rapporte que la Ronce (feuille) est usitée contre les douleurs des dents, de la langue, de la poitrine, contre la toux, la dysenterie hémorrhagique et ses fruits comme fortifiants »[58] ; l'école de médecine de Salerne et Hildegarde de Bingen au XIIe siècle la préconisent aussi, outre contre les douleurs dentaires, buccales et thoraciques[59], contre les hémorragies du fondement (hémorroïdes)[60]. Dans l'esprit de la pensée magique médiévale reposant sur la théorie des signatures (plaies sur la peau analogues à la piqûre des aiguillons), la ronce était réputée soigner les affections de peau de celui qui rampe sous ses arceaux, et être le meilleur antidote aux morsures de serpents[61]. L'occident médiéval la juge néanmoins ambivalente : les mûres cueillie trop tardivement sont accusées « de nuire à la santé, d'engendrer des maux de tête et de la fièvre » ; réputation peut-être liée à son surnom de « ronce de renard » (animal qui en « cueille » les fruits et peut souiller de ses déjections la base du roncier)[62]. Une croyance populaire au Royaume-Uni voulait qu'après la fête des Archanges (29 septembre) ou une date ultérieure selon les régions, ces fruits ne soient pas cueillis, le diable ayant craché dessus, ce qui les rend inconsommables. Cette superstition fait probablement référence à la pourriture grise des fruits (Botrytis cinerea) qui se développe par temps pluvieux durable en arrière-saison[63] ;
- au XVIe siècle les botaniste Fuchs et Dodoens lui reconnaissent des vertus médicinales[57] ; elle est dite à bon droit, au même titre que les roses et les épervières, « la croix des botanistes », les anciens voyant en elle une panacée pour guérir presque toutes les maladies[64].

Pour leur richesse en tanins astringents, les jeunes pousses fermentées (ou une infusion de feuilles) sont utilisées en gargarismes détersifs, et en bain de bouche contre le muguet buccal, les gingivites et les aphtes. 
Les feuilles séchées sont réputées avoir des propriétés diurétiques, carminatives et antidiabétiques ; elles sont utilisées en tisanes contre les angines et plus généralement (en infusion) contre les maux de gorge et la toux. 
Les feuilles servaient autrefois à soigner la fièvre, la gastrite, la diarrhée et la dysenterie. 
En voie externe, elle ont autrefois servi à panser les ulcères et les plaies rebelles. Une lotion à base de feuille a des propriétés astringentes qui seraient bonnes pour le peaux grasses. Elles apportent aussi de la vitamine C qui a des vertus antiscorbutique.

#### Racine
- Dans les années 1980/1990, au moins cinq auteurs (Launert, 1981 ; Chiej, 1984 ; Grieve, 1984 ; Mills, 1988 ; Chevallier, 1996), cités par Riaz & al.(2011)[56], estiment que l'écorce prélevée sur la racine (de même que les feuilles) sont fortement astringentes, dépuratives, toniques et vulnéraires.
- en décoction, la racine est utilisée contre la phase spasmodique de la coqueluche (Sher, 2011).

#### Fruit
- Il a des vertus laxatives[56].
- mûr, il aide à contrôler les maux d'estomac et à faciliter la digestion[56].

#### Extraits méthanoliques
Des tests faits à partir d'extraits méthanoliques bruts extrait des fruit, feuilles, racine et tige de ronce sur huit souches bactériennes (Escherichia coli, Salmonella typhi, Streptococcus aureus, Proteus mirabilis, Micrococcus luteus, Citrobacter, Bacillus subtilis et Pseudomonas aeruginosa) par la méthode Kirby-Bauer ont (2011) confirmé un effet antimicrobien notamment pour l'extrait de racine qui a un effet comparable à celui de l'ampicilline standard appliquée. L'extrait de tige (à 20 μg) était efficace contre toutes les souches testées, les autres extraits ayant des valeurs seuil d'efficacité variant selon la bactérie testée. 
L'ordre d'efficacité est le suivant : 
Tige > racine > feuille > fruit.

La même étude a aussi recherché une éventuelle activité antifongique via des tests contre neuf souches fongiques pathogènes (Aspergilus parasiticus, Aspergillus niger, Yersinia aldovae, Candida albicans, Aspergillus effusus, Fusarium solani, Macrophomina phaseolina, Saccharomyces cerevisiae et Trichophyton rubrum), mais sans résultat probant dans ce cas.

### Autres
- On utilise aussi depuis l'Antiquité les rameaux (après avoir retiré les aiguillons) pour faire des éclisses pour la vannerie (paillassons, corbeilles)[66] ;
- Le bois de ronce était aussi employé pour le chauffage des fours[67] ;
- les feuilles peuvent entrer dans la composition d'un produit désodorisant à base de plantes, selon Kazumasa et al. (2003)[68].